# Dipartimento della Piave
La Piave fu un dipartimento del Regno d'Italia dal 1806 al 1814. Prendeva il nome dal fiume Piave e aveva come capoluogo Belluno.
Il Dipartimento fu creato dopo l'annessione del 1º maggio 1806 da parte del Regno d'Italia napoleonico di Venezia e delle sue dipendenze (con Istria e Dalmazia), che nove anni prima erano passate all'Austria con il Trattato di Campoformio dopo la fine della Repubblica di Venezia. I confini del Dipartimento vennero poi modificati nel 1807 e nel 1810, in occasione dell'annessione dell'Alto Adige (coincidente pressappoco all'odierna provincia di Trento e alla parte meridionale di quella di Bolzano) al Regno d'Italia: territori perduti dal dipartimento della Piave vennero inclusi nel dipartimento dell'Alto Adige e nel dipartimento del Bacchiglione.
Con il passaggio al Regno Lombardo-Veneto, il dipartimento della Piave si tramutò nella provincia di Belluno, mentre Dobbiaco e dintorni tornarono alla Contea del Tirolo.

## Suddivisione amministrativa
La suddivisione amministrativa del Dipartimento della Piave e degli altri dipartimenti istituiti dal governo napoleonico nei territori veneti venne determinata dal "Decreto sulla divisione dei nuovi dipartimenti ex veneti" del 22 dicembre 1807. Il Dipartimento della Piave era articolato in tre distretti, sette cantoni e numerosi comuni, tutti enumerati nelle tabelle allegate al decreto.

### Distretto I diBelluno
Comprendeva i cantoni di Belluno, Longarone e Agordo.

### Distretto II diFeltre
Comprendeva i cantoni di Feltre e Fonzaso.

### Distretto III diCadore
Comprendeva i cantoni di Pieve di Cadore e Campedello.